# Mostówka (Wołomin)
Pour les articles homonymes, voir Mostówka.

Mostówka (prononciation : [mɔsˈtufka]) est un village polonais de la gmina de Wołomin dans le powiat de Wołomin de la voïvodie de Mazovie dans le centre-est de la Pologne.
Le village possède une population de 129 habitants.

## Histoire
De 1975 à 1998, le village appartenait administrativement à la voïvodie de Varsovie.